# ۵۷۵ (قمری)
۵۷۵ (قمری)، پانصد و هفتاد و پنجمین سال در گاهشماری هجری قمری است. اول محرم این سال برابر با پانزدهم ژوئن سال ۱۱۷۹ میلادی است.

## وابسته
- شیخ طوسی